# Portel (Pará)
Portel est une municipalité brésilienne située dans l'État du Pará.